# خاتمی
خاتمی، یک نام خانوادگی‌ست و ممکن است به هر یک از افراد زیر اشاره داشته باشد:
- سید احمد خاتمی، عضو مجلس خبرگان رهبری، عضو شورای نگهبان و امام جمعه موقت تهران
- سید محمد خاتمی، سیاست‌مدار اصلاح طلب و پنجمین رئیس‌جمهور ایران
- محمد خاتمی (خلبان)، ارتشبد نیروی هوایی شاهنشاهی ایران
- سید روح‌الله خاتمی، روحانی شیعه و پدر محمد و محمدرضا خاتمی
- سید محمدرضا خاتمی، دبیرکل سابق جبهه مشارکت و نایب رئیس مجلس ششم (برادر سید محمد خاتمی)
- فاطمه‌سادات خاتمی، خواهر سید محمد خاتمی و عضو دوره اول شورای شهر اردکان
- سید علی خاتمی، برادر سید محمد خاتمی و رئیس دفتر او در دوره دوم ریاست جمهوری
- علی خاتمی، امام جمعه زنجان
- محمود خاتمی، دانشیار گروه فلسفهٔ دانشگاه تهران
- احمد خاتمی (استاد دانشگاه) استاد ادبیات فارسی دانشگاه شهید بهشتی
- فریبا خاتمی، بازیگر
- عباس خاتمی، هنرمند خاتم‌کار
- سیده فاطمه خاتمی نماینده مشهد در مجلس شورای اسلامی